# تپه قاباز ج ۰۵۲
تپه قاباز ج ۰۵۲ در شهرستان شوشتر، ۳۰۰ متری غرب جاده اهوازو واقع شده و این اثر در تاریخ ۵ آذر ۱۳۸۰ با شمارهٔ ثبت ۴۲۶۷ به‌عنوان یکی از آثار ملی ایران به ثبت رسیده است.